# Brighton (Colorado)
Brighton é uma cidade localizada no estado americano do Colorado, no Condado de Adams e Condado de Weld.

## Demografia
Segundo o censo americano de 2000, a sua população era de 20.905 habitantes.
Em 2006, foi estimada uma população de 29.750, um aumento de 8845 (42.3%).

## Geografia
De acordo com o United States Census Bureau tem uma área de
44,3 km², dos quais 44,2 km² cobertos por terra e 0,1 km² cobertos por água. Brighton localiza-se a aproximadamente 1558 m acima do nível do mar.

## Localidades na vizinhança
O diagrama seguinte representa as localidades num raio de 16 km ao redor de Brighton.